# 통리기무아문
통리기무아문(統理機務衙門)은 1880년(고종 17년) 음력 12월 21일에 설치된 관청으로, 조선 최초의 근대적 기구에 해당한다. 임오군란으로 인해 1882년(고종 19년) 6월에 폐지되었다.

## 설치 이전
문호개방 후 조선 정부는 개화정책의 일환으로 행정기구의 개혁에 착수했다. 1880년 12월에 서양 국가들과의 외교·통상에 대비하여 대외정책을 담당함과 동시에 국가의 재정·군사 업무를 맡아볼 기구로서 통리기무아문을 설치하기에 이르렀다.

## 통리기무아문
이 기구는 청나라의 총리각국사무아문(總理各國事務衙門)을 본뜬 것으로서, 정부가 대외 개방을 통해 서구의 문화와 문물을 적극적으로 받아들이겠다는 의도를 공식적으로 천명한 것으로 볼 수 있다. 그 밑에 12사를 두어 사무를 분담하게 했는데, 그 장관을 총리대신이라 하고, 각사에는 당상관과 낭청(郎廳)을 두어 다스리게 하였다. 직무는 연병(練兵)·제기(製器)의 부국강병 업무와 외교통상에 관한 업무가 그 중심이었다.
12사는 다음과 같다.
1. 사대사(事大司)
2. 교린사(交隣司)
3. 군무사(軍務司)
4. 변정사(邊政司)
5. 통상사(通商司)
6. 기계사(機械司)
7. 선함사(船艦司)
8. 군물사(軍物司)
9. 기연사(譏沿司)
10. 어학사(語學司)
11. 전선사(典選司)
12. 이용사(理用司)

## 수장
통리기무아문의 수장인 총리대신에는 영의정·좌의정 등을 임명했으나 명목상의 직책에 불과했으며, 실제로 운영을 주도한 것은 각 사의 당상들이었다. 설립 초기에 당상에는 이재면·조영하·민겸호 등 고종의 근위 세력과 친민(親閔) 세력들이 등용되었으나 1881년 11월 이후에는 조사시찰단의 조사(朝士)였던 심상학·홍영식·이헌영·이원회·박정양·조준영·엄세영 등이 대거 등용되어 개화정책을 추진했다. 조사시찰단의 조사들이 통리기무아문의 당상에 임명된 사실은 개화정치세력의 성장에 중요한 의미를 갖는다. 즉, 개화세력이 제도적 장치를 발판으로 개화정책을 추진할 수 있는 기회를 갖게 된 것이며, 이를 통해 자신들의 정치적 위상을 강화해나갈 수 있었기 때문이다. 이는 기본적으로 개화파의 등용을 통해 자신의 정치적 입지를 강화하려는 고종의 의도와 자파 세력의 정치적 확산을 꾀하려는 민씨 척족의 계산이 함께 반영된 것이었다.

## 폐지 이후
통리기무아문은 임오군란으로 인해 1882년(고종 19년) 6월에 폐지되었다. 그러나 1882년 7월 25일에 통리기무아문의 체제를 이어받은 기무처(機務處)를 임시로 설치했다. 이후 통리내무아문·통리아문으로 개편했다가 1882년 12월에 통리군국사무아문과 통리교섭통상사무아문으로 다시 체제를 개편해 개화정책을 본격적으로 추진하도록 했다.
- 1882년 11월 18일 - 통리내무아문(統理內務衙門) 설치

1882년 12월 04일 - 통리군국사무아문(統理軍國事務衙門)으로 개편 (일명 내아문(內衙門))
- 1882년 11월 17일 - 통리아문(統理衙門) 설치

1882년 12월 04일 - 통리교섭통상사무아문(統理交涉通商事務衙門)으로 개편 (일명 외아문(外衙門))

## 같이 보기
- 교정청
- 군국기무처

## 참고 문헌
- 이 문서에는 다음커뮤니케이션(현 카카오)에서 GFDL 또는 CC-SA 라이선스로 배포한 글로벌 세계대백과사전의 〈〈개화정책과 그 반향〉〉 항목을 기초로 작성된 글이 포함되어 있습니다.